# Ol'ga Vjačeslavovna Smirnova
Ol'ga Vjačeslavovna Smirnova (in russo  Ольга Вячеславовна Смирнова?; San Pietroburgo, 6 novembre 1991) è una danzatrice russa, prima ballerina del Balletto Bol'šoj dal 2016 al 2022 e dell'Het Nationale Ballet dal 2022.

## Biografia
Nata e cresciuta a San Pietroburgo, ha studiato danza all'Accademia di danza Vaganova; prima ancora di conseguire il diploma ha fatto il suo esordio sulle scene londinesi danzando al London Coliseum in un galà in onore di Galina Ulanova.
Nel 2011, subito dopo il diploma, è stata scritturata dal Balletto Bol'šoj in veste di solista; l'anno successivo è stata promossa al rango di prima solista. Nel 2013 ha vinto il Prix Benois de la Danse, mentre nel 2016 è stata proclamata prima ballerina della compagnia.
Nei suoi undici anni con la compagnia ha danzato in molti dei grandi ruoli del repertorio femminile, tra cui Odette e Odile ne Il lago dei cigni, Nikiya ne La Bayadère, Aurora ne La bella addormentata, Tersicore nell'Apollon Musagete e Tatiana nella prima moscovita dell'Onegin di John Cranko.
In seguito all'invasione russa dell'Ucraina Smirnova, che ha origini ucraine, ha lasciato la Russia per trasferirsi in Olanda, diventando prima ballerina dell'Het Nationale Ballet. Nel febbraio 2023 ha danzato come prima ballerina ospite al Teatro dell'Opera di Roma, ballando ne La Bayadère di Benjamin Pech accanto a Jacopo Tissi, suo ex collega a Mosca. Il mese seguente il Bol'šoj ha licenziato retroattivamente la ballerina per le sue posizioni contro la guerra. Nel settembre dello stesso anno ha fatto il suo esordio scaligero nel duplice ruolo di Odette e Odile nella ripresa dell'allestimento di Nureev de Il lago dei cigni.